# Takefusa Kubo
Takefusa Kubo (久保 建英 Kubo Takefusa?) (n. 4 iunie 2001, Kawasaki, Japonia) este un fotbalist japonez liber de contract, care joacă pe post de mijlocaș. Pe plan internațional, are prezențe la națională pentru Japonia.

## Cariera de club
La vârsta de șapte ani, Takefusa Kubo a început să joace fotbal pentru FC Persimmon, un club local cu sediul în orașul său natal Kawasaki. În august 2009, a fost distins cu MVP la Campionatul de Fotbal FC Barcelona , în care a participat la vârsta de opt ani. În aprilie 2010, a fost ales ca membru al echipei FC Barcelona School și a participat la Sodexo European Rusas Cup desfășurat în Belgia. El a fost premiat cu MVP chiar dacă echipa sa a terminat pe locul trei. După ce s-a întors acasă, a început să joace pentru echipa de tineret Kawasaki Frontale.
În august 2011, Takefusa Kubo a fost invitat să se alăture Academiei de tineret FC Barcelona, La Masia, după ce a trecut procesul. A început să joace pentru Barca Alevin C (U11). În timpul primului său sezon complet (2012-13), a fost cel mai bun golgheter în ligă cu 74 de goluri în 30 de jocuri. În cel de-al treilea sezon complet (2014-15), a fost promovat la Barca Infantil A (U14). Dar clubul spaniol a fost ulterior descoperit că a încălcat politica internațională de transfer a FIFA pentru tinerii sub 18 ani, făcând Kubo neeligibil să joace pentru club. S-a întors în Japonia în martie 2015 în căutarea timpului pentru joc și semnat cu echipa de juniori a tinerilor FC Tokyo.
La 15 aprilie 2017 Kubo a devenit cel mai tânăr jucător care a înscris în J.League la 15 ani și 10 luni într-o victorie de 1-0 asupra Cerezo Osaka U-23.
De la începutul sezonului 2019, Kubo a devenit un jucator regulat pentru FC Tokyo, în ambele echipe, J.League YBC Levain Cup și J.League, care a înscris goluri în ambele competiții.
La 14 iunie 2019, Kubo a semnat cu clubul spaniol Real Madrid un contract de cinci ani. Deși este înregistrat la echipa U-19, el se alătură la Real Madrid B pentru sezonul 2019-20. 

## Cariera internațională
Kubo a jucat în echipele naționale din Japonia de la U-15 la nivel superior.
La vârsta de cincisprezece ani, a fost ales pentru echipa națională a Japoniei U-20 pentru Cupa Mondială FIFA U-20 2017.
Cu puțin timp înainte de a împlini optsprezece ani, el a fost chemat în echipa pentru 2019 Copa America. El și-a făcut debutul pentru națională pe 9 iunie 2019 într-un meci amical împotriva la El Salvador, ca înlocuitor al lui Takumi Minamino în minutul 67.

## Statistici de carieră
| Performanța de club | Performanța de club | Performanța de club | Ligă     | Ligă   | Cupă          | Cupă          | Cupa de ligă  | Cupa de ligă  | Total    | Total  |
| Season              | Club                | League              | Apariții | Goluri | Apariții      | Goluri        | Apariții      | Goluri        | Apariții | Goluri |
| Japonia             | Japonia             | Japonia             | Ligă     | Ligă   | Emperor's Cup | Emperor's Cup | J. League Cup | J. League Cup | Total    | Total  |
| ------------------- | ------------------- | ------------------- | -------- | ------ | ------------- | ------------- | ------------- | ------------- | -------- | ------ |
| 2017                | FC Tokyo            | J1 League           | 2        | 0      | 0             | 0             | 2             | 0             | 4        | 0      |
| 2018                | FC Tokyo            | J1 League           | 4        | 0      | 0             | 0             | 6             | 1             | 10       | 1      |
| 2018                | Yokohama F. Marinos | J1 League           | 5        | 1      | 1             | 0             | –             | –             | 6        | 1      |
| 2019                | FC Tokyo            | J1 League           | 13       | 4      | 0             | 0             | 3             | 1             | 16       | 5      |
| Total               | Total               | Total               | 24       | 5      | 1             | 0             | 11            | 2             | 36       | 7      |
| 2019—20             | Real Madrid         | La Liga Santander   | 0        | 0      | 0             | 0             | 0             | 0             | 0        | 0      |
| Total               | Total               | Total               | 0        | 0      | 0             | 0             | 0             | 0             | 0        | 0      |

## Legături externe
- Profile at FC Tokyo
- Takefusa Kubo pe site-ul FIFA (arhivat)
- Takefusa Kubo pe site-ul National-Football-Teams.com
- en Takefusa Kubo la Olympedia.org